# Eurytoma aretheas
Eurytoma aretheas är en stekelart som beskrevs av Walker 1839. Eurytoma aretheas ingår i släktet Eurytoma och familjen kragglanssteklar. Inga underarter finns listade i Catalogue of Life.